# Itri
Itri is een gemeente in de Italiaanse provincie Latina (regio Latium) en telt 9198 inwoners (31-12-2004). De oppervlakte bedraagt 101,1 km², de bevolkingsdichtheid is 86 inwoners per km².

## Demografie
Itri telt ongeveer 3438 huishoudens. Het aantal inwoners steeg in de periode 1991-2001 met 10,1% volgens cijfers uit de tienjaarlijkse volkstellingen van ISTAT.
| Jaar | Inwoneraantal |
| ---- | ------------- |
| 1991 | 7949          |
| 2001 | 8749          |

## Geografie
De gemeente ligt op ongeveer 170 m boven zeeniveau.
Itri grenst aan de volgende gemeenten: Campodimele, Esperia (FR), Fondi, Formia, Gaeta, Sperlonga.

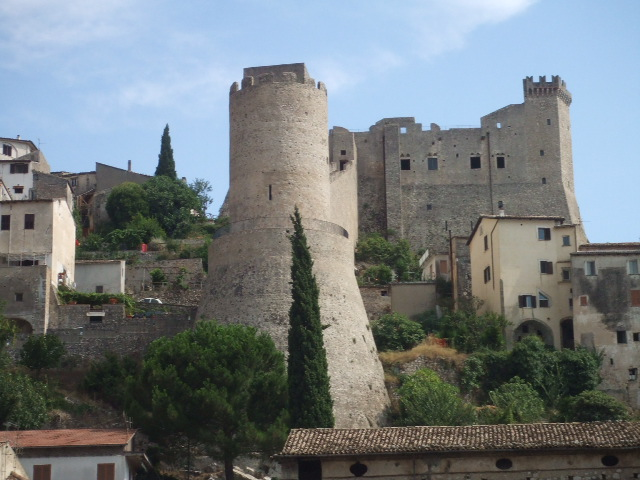
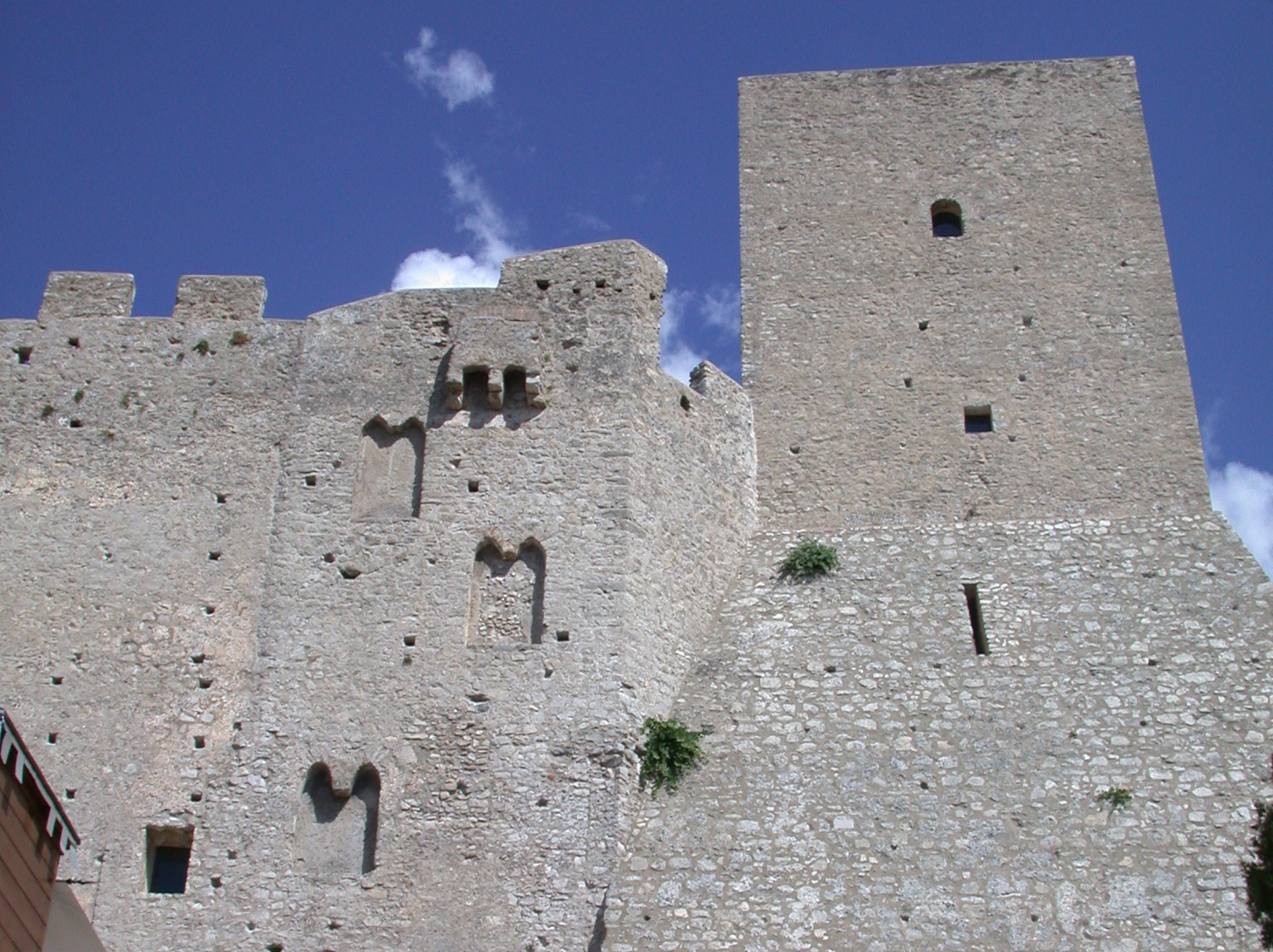
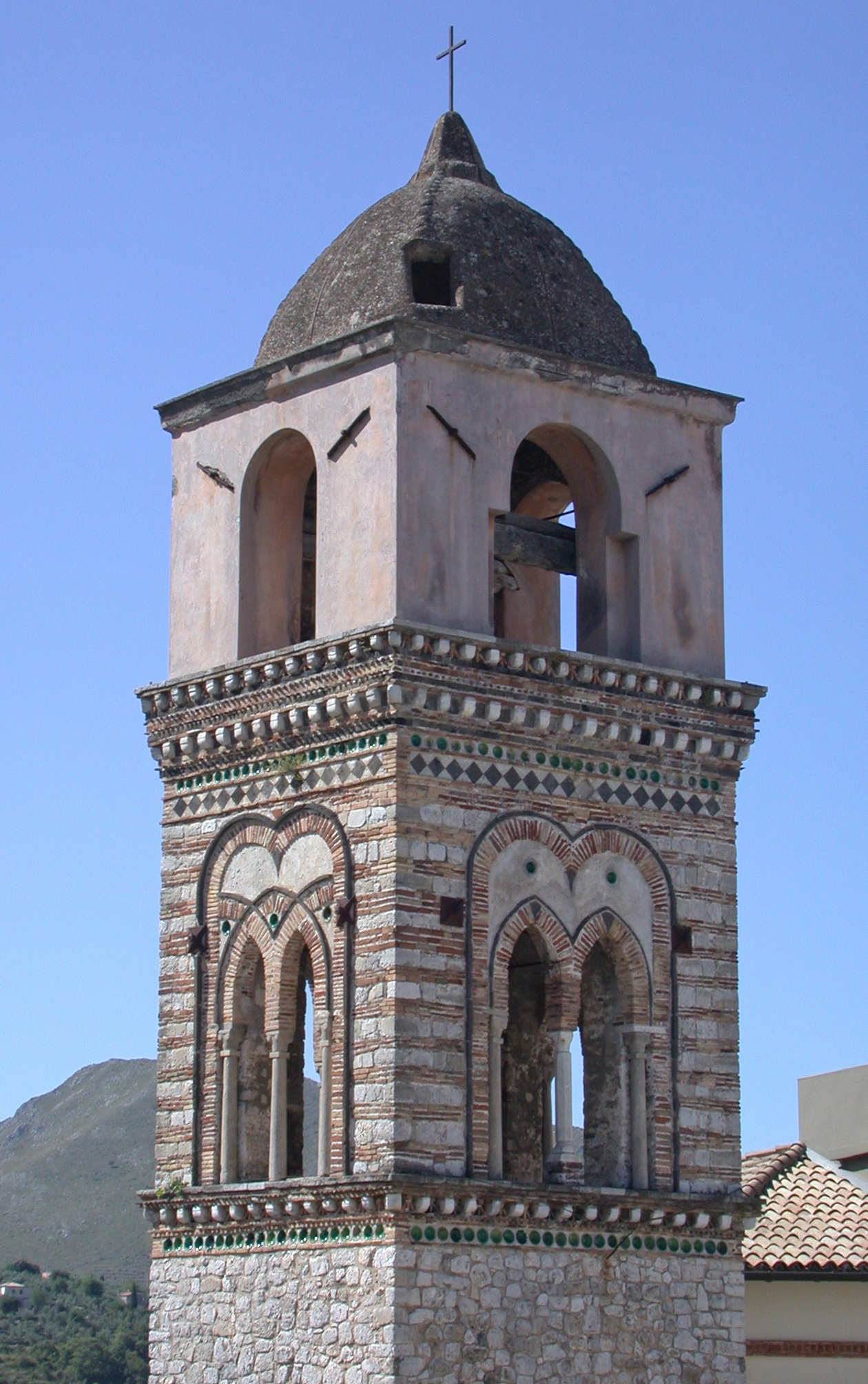
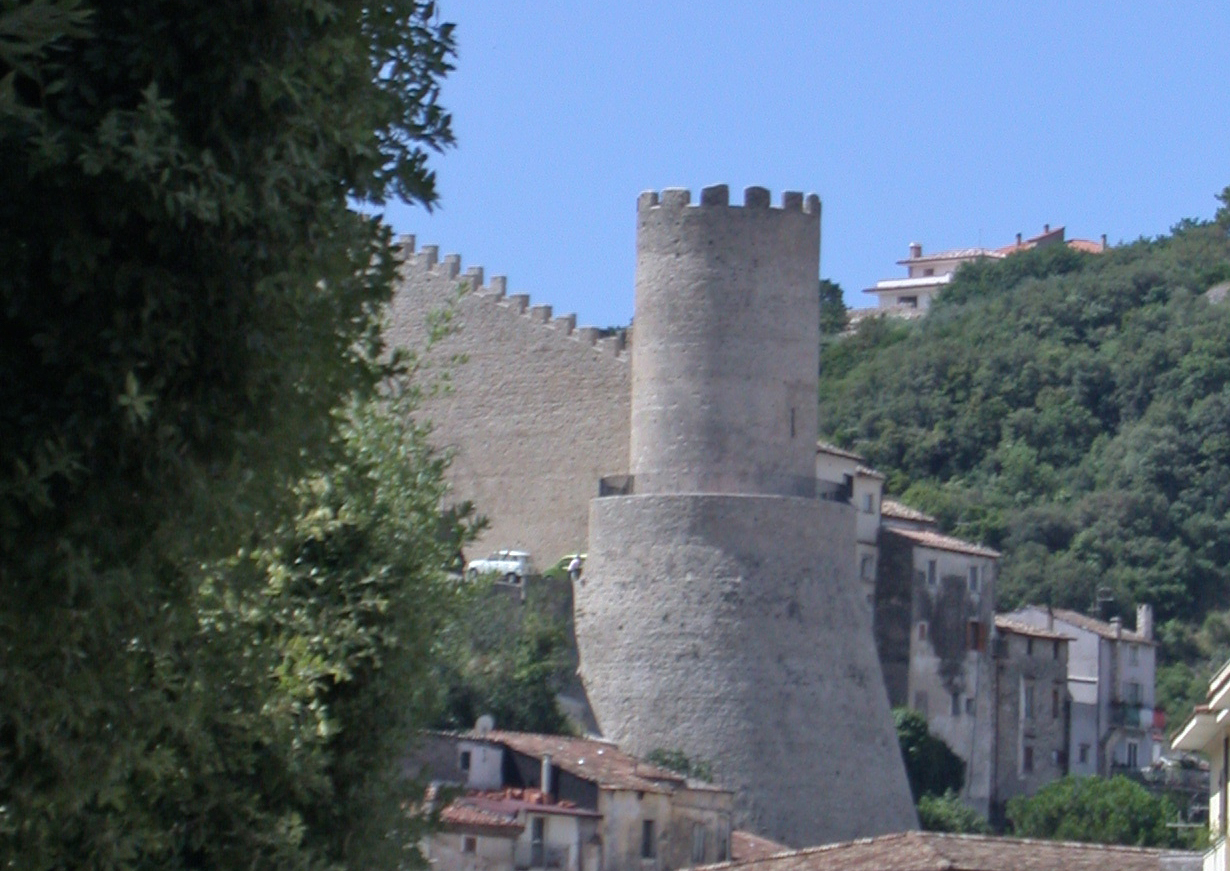
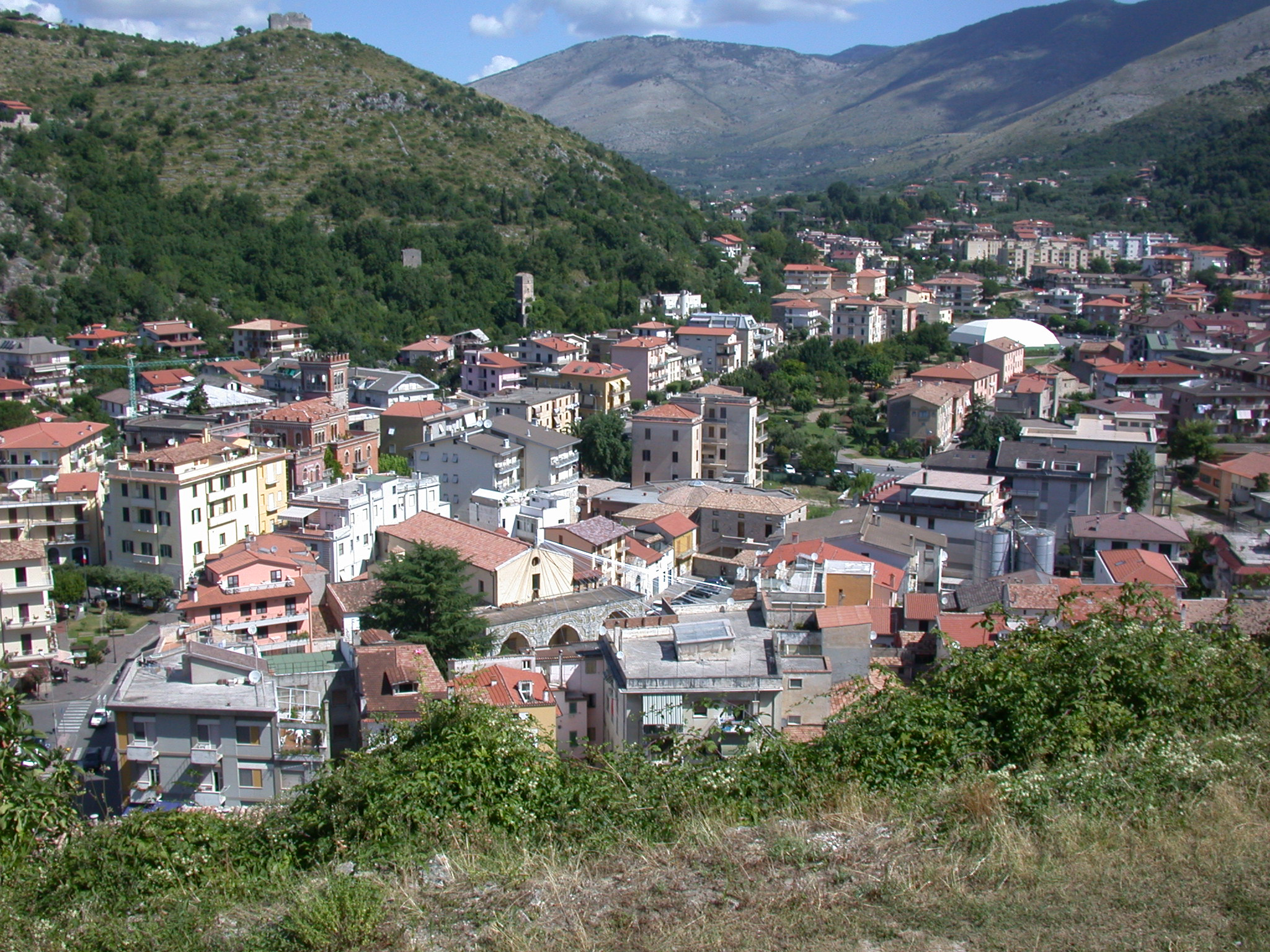
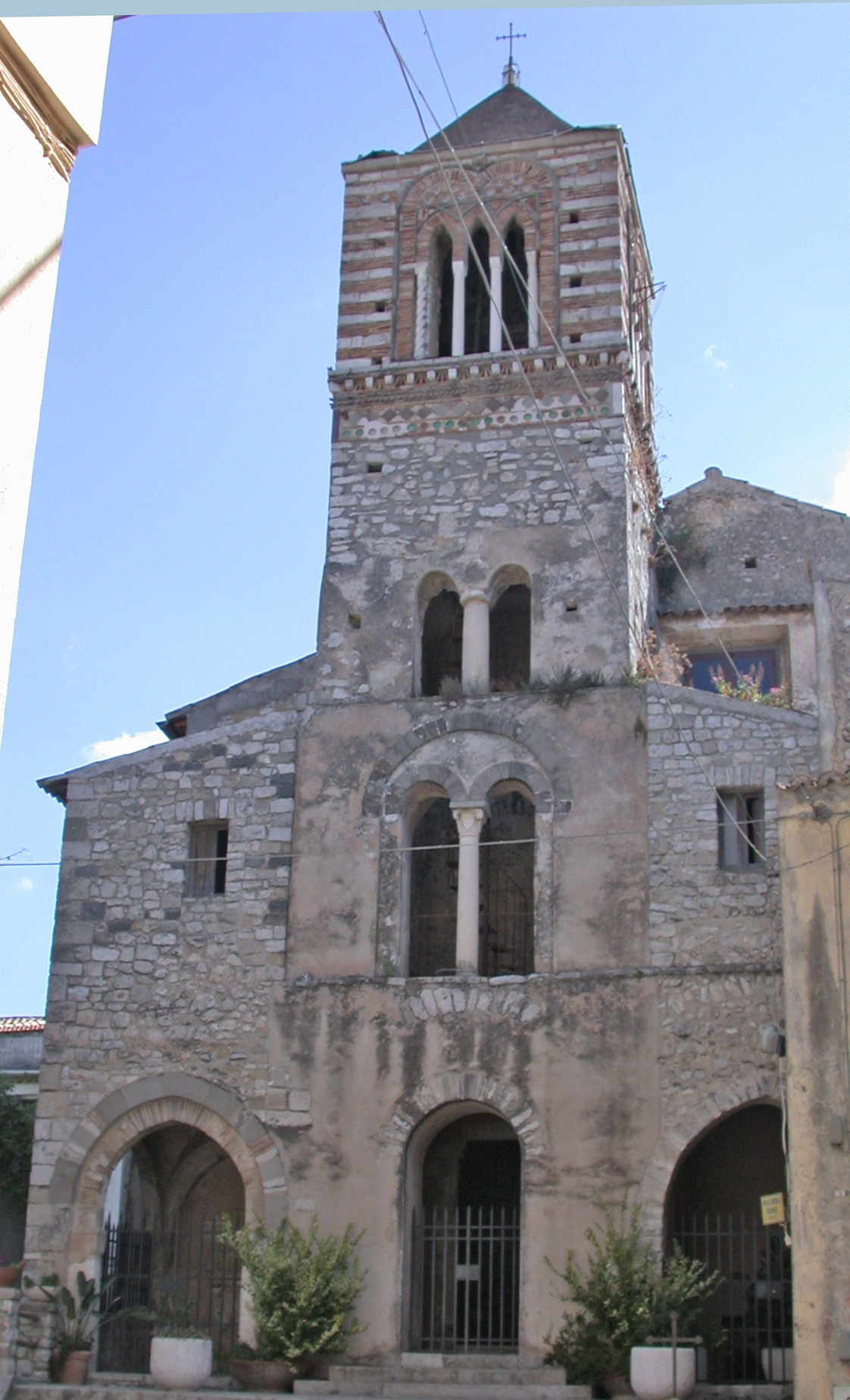

Aprilia · Bassiano · Campodimele · Castelforte · Cisterna di Latina · Cori · Fondi · Formia · Gaeta · Itri · Latina · Lenola · Maenza · Minturno · Monte San Biagio · Norma · Pontinia · Ponza · Priverno · Prossedi · Rocca Massima · Roccagorga · Roccasecca dei Volsci · Sabaudia · San Felice Circeo · Santi Cosma e Damiano · Sermoneta · Sezze · Sonnino · Sperlonga · Spigno Saturnia · Terracina · Ventotene
1. ↑  https://demo.istat.it/?l=it.